# سیارک ۴۵۱

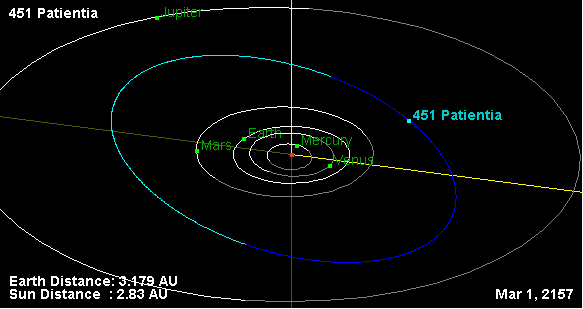
نمایی از محل قرارگیری سیارک ۴۵۱ در مدار – ۲۰۱۲

سیارک ۴۵۱ (به انگلیسی: 451 Patientia، نامگذاری:1899EY) چهارصد و پنجاه و یکمین سیارک کشف شده‌است که در ۴ دسامبر ۱۸۹۹ و در نیس کشف شد.
قدر مطلق سیارک برابر ۶٫۶۵ است.